# Ceca de Lugdunum

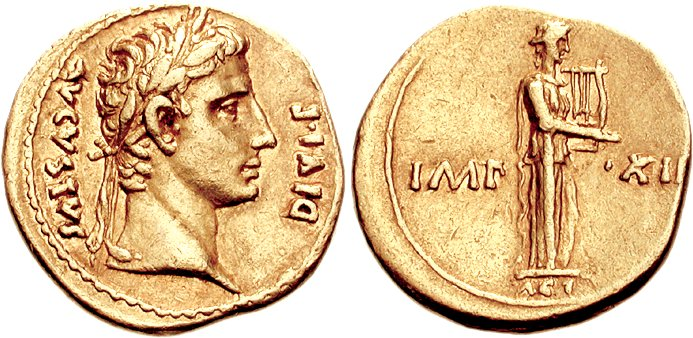
Áureo. Ceca de Lugdunum (10 a. C.; 7,83 g). Anv: AVGVSTVS DIVI • F. Augusto laureado. Rev: LEG IIII FL, Apolo Citaredo con lira; ACT en el exergo.

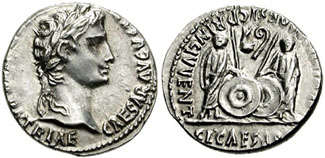
Denario de plata. Ceca de Lugdunum (14 a. C.; 3,85 g). Anv: CAESAR AVGVSTVS DIVI F PATER PATRIAE; Augusto laureado. Rev: AVGVSTI F COS DESIG PRINC IVVENT, Cayo y Lucio César con escudo y lanza; simpulum y lituus encima. C L CAESARES en el exergo.

La ceca de Lugdunum, También conocida como Segunda ceca imperial, fue un taller monetario romano creado el 15 a. C. en la antigua ciudad de Lugdunum (la actual Lyon), capital de la Galia, a partir de la reorganización del sistema monetario imperial por parte de Augusto.
Se convirtió en una de las mayores cecas del mundo romano, acuñando una amplia gama de monedas romanas.

## Historia

### Primera época: de Augusto a Vespasiano
En Lugdunum se inició la ejecución de un taller monetario en el 43 a. C., el mismo año de la fundación de la ciudad. Sus primeras emisiones fueron producidos bajo Lucio Munacio Planco (87 a. C.-15) como gobernador de la Galia. Cuando en noviembre del 43 a. C., Marco Antonio toma el poder como gobernador de la Galia Comata (Galia celta transalpina), ordenó dos emisiones de quinarios de plata, la primera en diciembre de ese mismo año y la segunda en enero del 42 a. C. Las sucesivas emisiones entre los años 40 y 36 a. C. correspondían al mandato de Agripa. En el 36 a. C. se acuñaron monedas de bronce con los bustos de Julio César y Octavio con una proa de galera. A partir de los años 40 también hay algunas emisiones con el nombre de Octavio.
Este primer taller fue promovido a la categoría de ceca imperial por Octavio Augusto en el 15 a. C., y se llegó a convertir en una de las cecas más importantes del Imperio, en algunos momentos solo por detrás de la ceca de Roma. Se vio obligada a ampliar sus dimensiones, con el fin de poder pagar a los soldados estacionados en la Galia y en las regiones del Rin, evitando de esta manera que se necesitase transportar desde Roma grandes cantidades de dinero en monedas acuñadas en esta ciudad.
Entre el 15 a. C., y el año 64, bajo el mandato de Tiberio, Calígula, Claudio y Nerón, la la ceca de Lugdunum, fue la única de todo el Imperio, que acuñó monedas de oro y plata. Con todo, no es fácil encontrar muestras de monedas pertenecientes a períodos determinados, como es el caso de los mandatos de Claudio o Nerón. El principal argumento a favor de la existencia de las acuñaciones de Lugdunum en estos períodos, se basa en la perfecta continuidad en el estilo de las acuñaciones de oro y plata de Calígula y Claudio. Además, muchas de las monedas fueron acuñadas en el Altar de las tres Galias (Ara trium Galliarum), lo que supone una marca clara del origen de estas acuñaciones. Sin embargo, algunos investigadores piensan que la rareza de los ejemplares más conocidos debilita de tal argumento.
Es más difícil de verificar en la producción de la moneda lionesa bajo Nerón, aunque existe un consenso científico en atribuir a esta ceca todas las monedas divisionarias de bronce, dotadas de un pequeño globo debajo de la efigie del anverso. Y después de Nerón, las certezas son cada vez menores. La mayoría de los expertos estiman que la producción de moneda bajo Nerón se mantuvo en el periodo de Galba. Por el contrario, no parece que hubiese acuñación alguna bajo Otón, que habría acuñado únicamente, en la ceca de Roma.
Después de un período sin actividad, el taller monetario fue reabierto por Vitelio, para la acuñación de monedas de oro y de plata. En ese momento aparece un estilo muy definido, no solo en esas monedas sino también en las de bronce. La certeza de esta reapertura se apoya en la gran cantidad de dupondios y de ases en el territorio de la antigua Galia, lo que parece poco probable que otra ciudad, aparte de Lugdunum, acogiera una ceca en esta región.

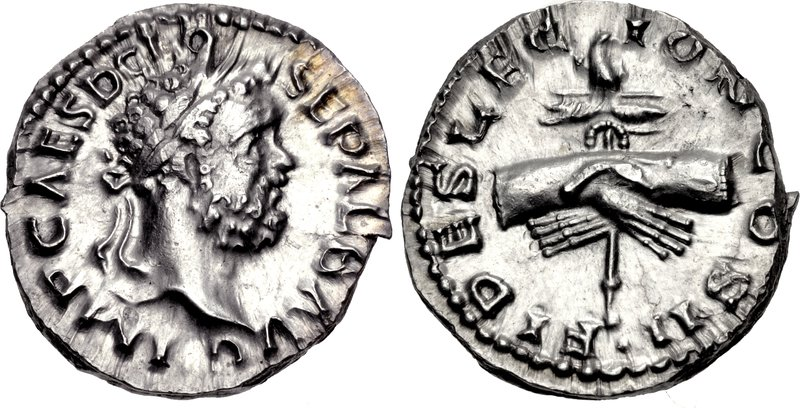
Denario de plata de la ceca de Lugdunum en nombre del usurpador Clodio Albino. c. 195-197.

### Segunda época
La ceca cerró en el año 78 y no reabrió más que de una manera efímero en 197, para acuñar una serie monetaria a nombre de Clodio Albino, procedente de Bretaña, que paró en Lugdunum para preparar su asalto contra Roma. La ceca tuvo que reactivarse en poco tiempo y funcionó solo durante unos meses. A partir de entonces, no fue hasta el siglo III, bajo Aureliano (probablemente en 274), cuando la ceca retomó su labor de una manera regular, a través de la renovada actividad de las legiones, a las que cumplía pagar en momentos tan convulsos. En esa época, la ceca de Lugdunum retomó su papel capital en la producción de moneda imperial. Sin embargo, a partir de 294, el poder imperial decidió establecer una nueva ceca en Augusta Treverorum (Tréveris), lo que llevó la ceca de Lugdunum al rango de taller monetario complementario. Su producción se mantuvo durante el siglo IV y hasta el comienzo del siglo V, hacia 413.

## Monedas acuñadas
A lo largo de su historia, las denominaciones de las monedas acuñadas en la ceca de Lugdunum fueron
- 43 a. C.-78: quadrans, semis, as, dupondio, sestercio, denario, quinario y áureo.
- 196-197: denario.
- 274-413: nummus, follis, antoniniano, tremissis y sólido.

## Marcas de ceca
La reforma llevada a cabo por Diocleciano generalizó el uso de las marcas de ceca para informar sobre el origen de las monedas, generalmente presente en el exergo de los reversos. Las marcas más frecuentes entre las utilizadas por la ceca de Lugdunum para las monedas de oro, plata y bronce, según la época, son las siguientes:
| Período | Oro       | Plata            | Bronce                             |
| ------- | --------- | ---------------- | ---------------------------------- |
| 256-294 | Sin marca | Sin marca        | L, LVG, SML                        |
| 300-310 |           |                  | LC                                 |
| 313-350 |           |                  | LG                                 |
| 336-392 |           | LVG              |                                    |
| 340-351 |           | LG               |                                    |
| 340-375 | LVG       |                  |                                    |
| 348-363 |           |                  | FOLG, GPLG, LPLG, PPLG, MPLG, RPLG |
| 351-353 | NLVG      |                  | SPRLG                              |
| 353-367 | SMLVG     |                  | LG                                 |
| 360-363 |           | LVGD             | LVGDOFF                            |
| 360-418 |           |                  | LVG, LVGV                          |
| 367-375 |           | SMLAP            | LVGA, LVGP,LVGPR, LVGS             |
| 378-395 |           | LVGPS            |                                    |
| 388-411 | COM       |                  |                                    |
| 417-418 | COMB      | LDPS, LDPV, SMLD |                                    |